# Сатон Беј (Мичиген)
Сатон Беј (енгл. Suttons Bay) град је у америчкој савезној држави Мичиген.

## Демографија
По попису из 2010. године број становника је 618, што је 29 (4,9%) становника више него 2000. године.
| Група             | 2000.       | 2010.       |
| Белци             | 563 (95,6%) | 577 (93,4%) |
| Афроамериканци    | 2 (0,3%)    | 1 (0,2%)    |
| Азијати           | 2 (0,3%)    | 7 (1,1%)    |
| Хиспаноамериканци | 16 (2,7%)   | 2 (0,3%)    |
| Укупно            | 589         | 618         |